# Nathaniel Edwin Harris
Nathaniel Edwin Harris, född 21 januari 1846 i Jonesboro i Tennessee, död 21 september 1929 i Carter County i Tennessee, var en amerikansk demokratisk politiker. Han var Georgias guvernör 1915–1917.
Harris tjänstgjorde i Amerikas konfedererade staters armé i amerikanska inbördeskriget. Han utexaminerades 1870 från University of Georgia, studerade sedan juridik och inledde sin karriär som advokat i Macon i Georgia. Efter första hustrun Fannies död gifte Harris om sig med Hattie G. Jobe.
Harris efterträdde 1915 John M. Slaton som Georgias guvernör och efterträddes 1917 av Hugh M. Dorsey.
Harris avled 1929 i Tennessee och gravsattes på Rose Hill Cemetery i Macon i Georgia.